# 라이프 (2018년 드라마)
《라이프》는 2018년 7월 23일부터 2018년 9월 11일까지 방송된 JTBC 월화 드라마이다.
이 드라마는 극본을 맡은 이수연 작가의 두번째 작품으로, 그녀의 데뷔작 《비밀의 숲》이 방영한 2017년부터 구상을 한 작품이다. 2018년 1월에 이동욱과 조승우가 남성 투톱 주연으로 캐스팅 되었고, 방영되기 수개월 전인 2018년 3월에 첫 대본 리딩을 마치고 촬영에 들어갔다. 작가의 전작이자 입봉작 《비밀의 숲》의 주연 조승우가 다시 한번 이수연 작가 차기작에 연이어 출연하게 되면서, 이 드라마는 방영 전부터 조승우와 이수연 작가의 두 번째 만남으로 업계 관계자들과 대중들의 이목을 집중시켰다. 조승우 외에도 작가의 전작에서 연기를 펼쳤던 유재명, 이규형 등이 이 작품에 합류를 확정 지었고, 전작 《비밀의 숲》과 다른 이미지의 배역으로 등장하는 배우들의 재출연으로 기대를 불러 일으켰다. 연출 역시 《디어 마이 프렌즈》로 잘 알려진 홍종찬 PD가 맡게 되어 화려한 제작진, 배우진 라인업만으로 방송 전부터 주목을 받았다. 한편 의학 지식을 갖춘 의료진과 의사들이 주된 주인공이었던 기존의 한국 의학 드라마와 달리 병원의 전문 경영진에 해당하는 총괄 사장이 주인공 배역으로 나서는 것은 이 의학 드라마가 처음이다.
드라마 방영에 앞서 스페셜 방송 '라이프 더 비기닝'을 7월 17일 오후 11시에 편성하였다.

## 줄거리
우리 몸 속에서 일어나는 격렬한 항원항체 반응처럼, 지키려는 자와 바꾸려는 자의 신념이 병원 안 여러 군상 속에서 충돌하는 의학드라마

## 등장 인물

### 주요 인물
- 이동욱 : 예진우 역 (아역 최로운) - 상국대학병원 응급의료센터 전문의
- 조승우 : 구승효 역 - 상국대학병원 신임 총괄사장
- 원진아 : 이노을 역 - 상국대학병원 소아청소년과 전문의
- 이규형 : 예선우 역 (아역 김연웅) - 예진우의 동생. 건강보험심사평가위원회 심사위원
- 유재명 : 주경문 역 - 흉부외과 센터장
- 문소리 : 오세화 역 - 신경외과 센터장, 병원장

### 상국대학병원 주요 인물
- 천호진 : 이보훈 역 - 병원장, 정신과 의사
- 문성근 : 김태상 역 - 부원장, 정형외과 센터장
- 김원해 : 이동수 역 - 응급의료센터 센터장
- 엄효섭 : 이상엽 역 - 암센터 센터장
- 박민관 : 고영재 역 - 소아청소년과 소아과장
- 우미화 : 김정희 역 - 산부인과 과장
- 정희태 : 서지용 역 - 안과 과장
- 김도현 : 강윤모 역 - 성형외과 과장
- 황인준 : 최영진 역 - 마취과 의사
- 최광일 : 장민기 역 - 장기이식센터 센터장
- 태인호 : 선우창 역 - 장기이식센터 코디네이터

### 예진우의 주변 인물
- 최유화 : 최서현 역 - 새글21 기자
- 남기애 : 예진우와 예선우의 어머니 역
- 이승준 : 예진우와 예선우의 아버지 역

### 구승효의 주변 인물
- 염혜란 : 강경아 역 - 상국대학병원 총괄팀장, 화정그룹 직원
- 이현균 : 구조실장 역 - 상국대학병원 구조조정팀 구조실장
- 정문성 : 조남형 역 - 화정그룹 회장
- 성병숙 : 구승효의 어머니 역
- 김종수 : 구승효의 아버지 역
- 신성민 : 구승효의 운전기사 역

### 상국대학병원 주변 인물
- 이상희 : 김은하 역 - 응급의료센터 간호사
- 손민지 : 안현이 역 - 응급의료센터 간호사
- 한민 : 박재혁 역 - 응급의료센터 레지던트
- 박지연 : 이소정 역 - 응급의료센터 치프[13]
- 유인수 : 암센터 레지던트 역
- 박지연 : 흉부외과 간호사 역[14]
- 차래형 : 응급의료센터 간호사 역
- 김준원 : 양준희 역 - 흉부외과 의사
- 마민희 : 소아과 간호사 역
- 허형규: 정남준 역 - 정형외과 의사

### 그 외 인물
- 오혜원 : 정지영 역 - 건강보험심사평가위원회 직원
- 안은진 : 이정선 역
- 김종호 : 화정화학 사장 역
- 김익태 : 환경부장관 부친 김병수 역
- 민경옥 : 환경부장관 모친 역
- 정두겸 : 전형욱 역 - 건강보험심사평가위원회 실장
- 최우리 : 새글21 기자 역
- 김경민 : 홍성찬 역 - QL그룹 회장
- 손동화
- 김리나
- 차민혁
- 이규성
- 조나단
- 한승도
- 박기륭
- 임지현
- 감승민
- 호효훈
- 박익준
- 김비비
- 전민협
- 심영은
- 김가영
- 최남욱
- 이자령 : 고나연 역 - 건강보험심사평가위원회 직원
- 이채경
- 윤여학
- 탁호진
- 신희국
- 이원진
- 손영순: 이정선 모친 역
- 민경진: 이정선 부친 역
- 최송일
- 박용
- 전은미
- 서승용
- 박종환
- 임효성
- 이석원
- 이준성
- 김오복
- 오윤수
- 남동하
- 현진호
- 오승찬
- 이주영
- 김영희
- 이동규
- 이민웅: 새글21 기자 역

### 특별출연
- 이준혁 : 조남정 역
- 송민교

## 촬영지
- 건국대학교병원 - 상국대학병원
- 롯데월드타워 - 화정그룹
- 경기도 도우미견 나눔센터
- 만복국수집

## 시청률
최저 시청률과 최고 시청률은 시청률 조사회사와 지역별로 시청률에 차이가 있을 수 있습니다.
| 2018년 | 2018년   | 2018년     |
| 회차   | 방송일   | AGB 시청률 |
| ------ | -------- | ---------- |
| 제1화  | 7월 23일 | 4.334%     |
| 제2화  | 7월 24일 | 4.971%     |
| 제3화  | 7월 30일 | 4.601%     |
| 제4화  | 7월 31일 | 4.493%     |
| 제5화  | 8월 6일  | 4.328%     |
| 제6화  | 8월 7일  | 4.466%     |
| 제7화  | 8월 13일 | 4.116%     |
| 제8화  | 8월 14일 | 4.591%     |
| 제9화  | 8월 20일 | 4.538%     |
| 제10화 | 8월 21일 | 5.150%     |
| 제11화 | 8월 27일 | 4.532%     |
| 제12화 | 8월 28일 | 5.310%     |
| 제13화 | 9월 3일  | 4.920%     |
| 제14화 | 9월 4일  | 5.093%     |
| 제15화 | 9월 10일 | 4.751%     |
| 제16화 | 9월 11일 | 5.561%     |

## 수상 및 후보
| 연도 | 시상식(주최 기관)              | 부문                           | 수상작(자) | 결과 | 출처   |
| ---- | ------------------------------ | ------------------------------ | ---------- | ---- | ------ |
| 2018 | 제6회 아시아태평양 스타 어워즈 | 대상                           | 조승우     | 후보 | [ 16 ] |
| 2018 | 제6회 아시아태평양 스타 어워즈 | 중편 드라마 남자 최우수 연기상 | 이동욱     | 후보 | [ 16 ] |
| 2018 | 제6회 아시아태평양 스타 어워즈 | 남자 케이스타 인기상           | 이동욱     | 후보 | [ 16 ] |
| 2018 | 제6회 아시아태평양 스타 어워즈 | 남자 연기상                    | 유재명     | 수상 | [ 16 ] |
| 2018 | 제6회 아시아태평양 스타 어워즈 | 작가상                         | 이수연     | 수상 | [ 16 ] |
| 2018 | 제2회 더 서울어워즈            | 드라마부문 대상                | 라이프     | 후보 | [ 17 ] |
| 2018 | 제2회 더 서울어워즈            | 드라마부문 남우주연상          | 조승우     | 후보 | [ 17 ] |
| 2018 | 제2회 더 서울어워즈            | 드라마부문 여우조연상          | 문소리     | 수상 | [ 17 ] |

## 참고 사항
- 《신드롬》 이후, 6년 만에 의학 드라마 작품이다.
- 이 화면은 레터박스로 구성되었다.

## 같이 보기
- 의학 드라마
- 대한민국의 텔레비전 드라마 목록 (ㄹ)
- 2018년 대한민국의 텔레비전 드라마 목록